# Aranoltza
Aranoltza es una entidad de población española del municipio de Zamudio, perteneciente a la provincia de Vizcaya, en la comunidad autónoma del País Vasco.

## Toponimia
El lugar puede aparecer referido como «Aranoltza» y «Aranolsa».

## Historia
Hacia mediados del siglo XIX, el lugar, ya por entonces perteneciente a Zamudio, tenía contabilizada una población de 265 habitantes. Aparece descrito en el segundo volumen del Diccionario geográfico-estadístico-histórico de España y sus posesiones de Ultramar de Pascual Madoz con las siguientes palabras:

ARANOLSA: barriada en la prov. de Vizcaya, part. jud. de Bilbao y anteigl. de Zamudio (V.): tiene una ermita dedicada á San Antolin; 53 cas. 265 almas.
(Madoz, 1845, p. 446)

En 2023, la entidad singular de población tenía empadronados 166 habitantes y el núcleo de población, los mismos.